# Monsey, New York
Monsey är en så kallad census-designated place i Ramapo kommun i Rockland County i delstaten New York. Det bor många ortodoxa judar i Monsey. Vid 2010 års folkräkning hade Monsey 18 412 invånare.